# Saint-Lumier-en-Champagne
Saint-Lumier-en-Champagne is een gemeente in het Franse departement Marne (regio Grand Est) en telt 196 inwoners (1999). De plaats maakt deel uit van het arrondissement Vitry-le-François.

## Geografie
De oppervlakte van Saint-Lumier-en-Champagne bedraagt 8,7 km², de bevolkingsdichtheid is 22,5 inwoners per km².
De onderstaande kaart toont de ligging van Saint-Lumier-en-Champagne met de belangrijkste infrastructuur en aangrenzende gemeenten.

## Demografie
Onderstaande figuur toont het verloop van het inwonertal (bron: INSEE-tellingen).